# Hypercompe annularia
Hypercompe annularia är en fjärilsart som beskrevs av Guen. Hypercompe annularia ingår i släktet Hypercompe och familjen björnspinnare. Inga underarter finns listade i Catalogue of Life.